# 장준환 (영화 감독)
장준환(1970년 1월 18일 ~ )은 대한민국의 영화 감독이다. 1994년 영화 《2001 이매진》을 통해 데뷔했다. 전라북도 전주에서 태어났으며 성균관대학교 영문과를 졸업한 후 한국영화아카데미에 11기로 들어갔다. 《지구를 지켜라!》 개봉이후 각종 영화제 신인감독상을 받고 2003년 정재일의 뮤직비디오 〈눈물꽃〉을 연출하면서 여주인공을 맡은 문소리와 가까운 사이로 지내면서 교제하다가, 2006년 12월 24일 결혼했다.
2013년 10년만의 두번째 장편 영화 《화이: 괴물을 삼킨 아이》로 복귀하였다. 2017년에는 아내 문소리가 감독을 맡은 영화에 그녀의 남편 역으로 카메오 출연을 하기도 했다.

## 학력
- 성균관대학교 영어영문학과
- 한국영화아카데미 11기

## 작품

### 연출
- 2017년 《1987》
- 2013년 《화이: 괴물을 삼킨 아이》
- 2004년 《털》 (나와 통하는 다음검색 필름페스티벌 상영작)
- 2003년 《지구를 지켜라!》 (장편 데뷔작)
- 1994년 《2001 이매진》 (영화 아카데미 졸업작품)

### 출연
- 2017년 《여배우는 오늘도》 ... 소리 남편

## 시나리오
- 1999년 《유령》: 민병천 감독의 영화로, 봉준호 감독과 함께 각본을 썼다.

### 기타
- 1997년 《모텔 선인장》 (연출부)
- 1996년 《변질헤드》 (촬영)
- 1994년 《포도 씨앗의 사랑》 (촬영)
- 1994년 《지리멸렬》 (조명)

## 수상
- 2003년 제25회 모스크바국제영화제 감독상
- 2003년 제40회 대종상 신인감독상
- 2003년 제2회 대한민국 영화대상 신인감독상
- 2003년 제4회 부산영화평론가협회상 신인감독상
- 2003년 제24회 청룡영화상 신인감독상
- 2003년 제11회 춘사영화상 신인감독상
- 2004년 제36회 오늘의 젊은 예술가상
- 2004년 제22회 브뤼셀 판타스틱 영화제 금까마귀상
- 2014년 제3회 마리끌레르영화제 파이오니어상
- 2018년 제9회 올해의 영화상 감독상
- 2018년 제9회 올해의 영화상 작품상
- 2018년 제20회 우디네극동영화제 관객상
- 2018년 제20회 우디네극동영화제 블랙 드래곤 관객상
- 2018년 제54회 백상예술대상 영화부문 대상
- 2018년 제13회 파리한국영화제 장편영화부문 작품상
- 2018년 제55회 대종상 감독상
- 2018년 제38회 한국영화평론가협회상 최우수작품상
- 2018년 제38회 한국영화평론가협회상 영평 11선
- 2018년 제39회 청룡영화상 최우수작품상
- 2018년 제38회 황금촬영상 감독상
- 2018년 제38회 황금촬영상 최우수작품상
- 2018년 제18회 디렉터스 컷 시상식 올해의 감독상
- 2018년 제18회 디렉터스 컷 시상식 올해의 특별언급

## 같이 보기
- 한국 영화